# Célestin Djim
Célestin Djim Ndogo (Visé, 14 mei 1995) is een Belgisch voetballer van Centraal Afrikaanse afkomst die als rechtsbuiten en als spits kan spelen. Medio 2016 kwam hij via het tweede team van FC Porto bij Roda JC terecht door diens hoofdscout Eric van der Luer. Hij is een zoon van oud-voetballer Luciano Djim en de broer van Tony Djim.

## Carrière
Nadat Djim de jeugdopleiding van Standard Luik doorliep, transfereerde hij in de zomer van 2014 naar het Portugese FC Porto. Djim werd direct verhuurd aan de Portugese tweedeklasser SC Freamunde. Daar kwam hij tot zes doelpunten in negentien optredens. Het daaropvolgende seizoen werd de Belg opnieuw verhuurd door Porto, ditmaal aan het Franse FC Metz. In de Ligue 2 speelde Djim drie duels. Medio 2016 ging hij een proefperiode bij Roda JC afwerken. Op 27 november 2016 maakte Djim zijn eerste minuten voor Roda JC in de Eredivisie, tegen Sparta Rotterdam.

## Clubstatistieken
| Seizoen | Club           | Land      | Competitie     | Wed. | Doelp. |
| ------- | -------------- | --------- | -------------- | ---- | ------ |
| 2014/15 | FC Porto B     | Portugal  | Segunda Liga   | 2    | 0      |
| 2014/15 | → SC Freamunde | Portugal  | Segunda Liga   | 19   | 7      |
| 2015/16 | → FC Metz      | Frankrijk | Ligue 2        | 3    | 0      |
| 2016/17 | Roda JC        | Nederland | Eredivisie     | 3    | 0      |
| 2017/18 | Roda JC        | Nederland | Eredivisie     | 2    | 2      |
| 2018/19 | Roda JC        | Nederland | Eerste Divisie | 15   | 1      |
| Totaal  | Totaal         | Totaal    | Totaal         | 44   | 10     |